# Néonationalisme (Québec)

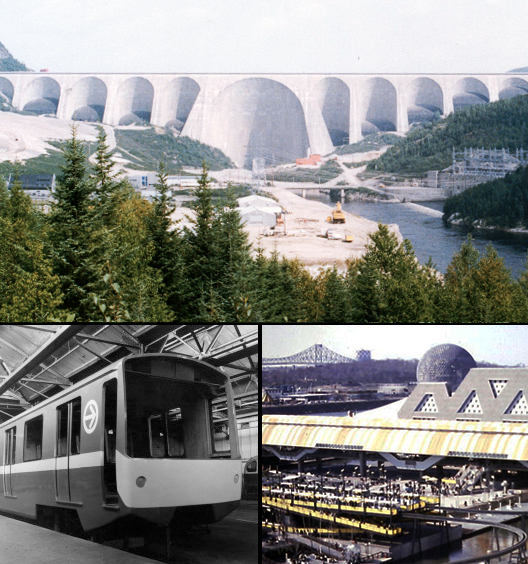
Au Québec, le néonationalisme est symbolisé par les grandes réformes de la Révolution tranquille.

Au Québec, le néonationalisme indique un nouveau type de nationalisme apparu au milieu du XXe siècle. Courant majeur de l’histoire contemporaine du Québec, il se définit par une rupture avec le nationalisme traditionnel canadien-français et plusieurs de ses caractéristiques héritées de la Nouvelle-France, telles que la religion catholique, la vocation agricole et la méfiance à l’égard de l’État.
Le néonationalisme désigne donc le mouvement général à l’origine de la redéfinition de la société québécoise à partir de la fin des années 1950 et du début des années 1960. Le Québec, en tant que société, territoire et État, devient le nouveau cadre de référence pour les Canadiens français du Québec (délaissant celui du Canada français, utilisé depuis le XIXe siècle). Ce phénomène a mené à l’abandon progressif de l’appellation « Canadiens français », et à son remplacement par celle de « Québécois », et à la désignation du Québec en tant que nation.
Le néonationalisme est principalement associé aux transformations politiques, économiques, sociales et culturelles de la Révolution tranquille. Il est également à l’origine de l’apparition du mouvement indépendantiste québécois contemporain. Il a mené à la fondation du Rassemblement pour l'indépendance nationale (RIN) en 1960 et du Parti québécois (PQ) en 1968.

## Sources économiques

### Domination économique anglophone
Jusqu'aux années 1960, l'économie du Québec est largement dominée par une bourgeoisie anglophone et protestante. Cette bourgeoisie, et en particulier quelques familles et groupes d'intérêts concentrés principalement à Montréal, contrôle une majorité d'entreprises par le biais de filiales britanniques ou américaines. Elle contrôle également les banques et les firmes de courtage composant le syndicat financier de la rue Saint-Jacques, dont dépend le gouvernement du Québec pour financer ses projets.
Malgré cette situation, la bourgeoisie anglophone peut compter sur la coopération de gouvernements qui, comme elle, partage la même philosophie économique libérale classique. Au nom de la défense de la liberté individuelle et de la protection des traditions et des coutumes ancestrales, les élites canadiennes-françaises affirmaient ainsi veiller aux intérêts des travailleurs en refusant de faire intervenir l'État dans l'économie.
Or, ni la philosophie non interventionniste ni le discours des élites canadiennes-françaises n'arrivaient à expliquer la persistance de la situation d'infériorité économique des Canadiens français – y compris au Québec, là où ils formaient pourtant la majorité de la population. Les grandes entreprises comptaient alors peu de cadres canadiens-français, et la plupart des décisions économiques affectant le Québec étaient prises sans tenir compte des besoins de la majorité de la population.

### Mise en valeur du savoir-faire québécois
En économie, donc, le néonationalisme se manifeste par la mise en valeur du savoir-faire québécois. Concrètement, cette mise en valeur s'est accomplie à travers le développement d'un État-providence recrutant du personnel francophone qualifié. Ces technocrates, en relation avec des entreprises dirigées par des gens d'affaires francophones, permettaient de redonner au Québec le contrôle sur les décisions économiques affectant la société à petite et à grande échelle. Une autre façon de mettre en valeur le savoir-faire québécois était de faire intervenir le gouvernement dans la société pour faire du français « la langue du travail, de l'activité dans tous les domaines, la langue de la réussite économique et du progrès social ».
Un des exemples les plus marquants de cette reprise en main de l'économie par les Québécois se trouve dans la nationalisation de l'hydroélectricité par le gouvernement de Jean Lesage. Ce processus permet de transformer Hydro-Québec en une entreprise d'État et, à travers ses actions, de permettre aux Québécois de sortir des professions libérales traditionnellement occupées (avocat, notaire, médecin, curé) et de s'investir dans de nouveaux secteurs d'activité. Hydro-Québec devient ainsi une entreprise géante où « des milliers de francophones, dont un grand nombre de spécialistes, p[euvent] travailler et s'illustrer en français ».

### L'État, levier de développement économique
L'État québécois devient également un levier de développement économique au service de la collectivité. Il est l’instigateur de la mise en place d'instruments financiers permettant de favoriser la croissance des entreprises québécoises, et d'ainsi permettre de créer une classe de gens d'affaires francophones. Cette philosophie mélangeant interventionnisme et nationalisme mène à la création de la Régie des rentes du Québec (RRQ), de la Caisse de dépôt et placement du Québec (CDPQ – responsable du financement des futurs grands projets du gouvernement du Québec), ainsi que la Société générale de financement (SGF – responsable de racheter le contrôle de certaines entreprises établies au Québec et de veiller à leur croissance).
D'autres initiatives, alimentées par ce même désir de mettre en valeur le territoire et le développement industriel du Québec par l'État québécois, sont aussi menées dans le domaine des mines, avec la création de la Société québécoise d'exploitation minière (SOQUEM), dans le domaine du pétrole, la Société québécoise d'initiatives pétrolières (SOQUIP), puis enfin, dans le domaine de la sidérurgie, avec Sidbec et plus tard Sidbec-Dosco.

## Sources culturelles

### La foi, gardienne de la langue
Chez les Canadiens français, la vie en société est dominée par l'influence de l'Église catholique. Vecteur de régulation des rapports entre les individus, le catholicisme fait de la paroisse la structure de base de la communauté. Au centre de cette communauté se trouve la famille, au sein de laquelle le respect de l'autorité et la solidarité sont fortement valorisés. La vie paroissiale s'oppose donc à une conception plus individuelle de la société, afin de garder la personne enracinée dans sa communauté, ses traditions, et donc son identité culturelle.
Si l'Église domine la vie et les interactions sociales par ses structures, elle contrôle également deux secteurs importants : l'éducation et les soins de santé. Dans le cas de l'éducation, le clergé diocésain gère l'administration des écoles, des collèges classiques et des centres de formation, ainsi que leurs programmes (par le biais du Comité d'instruction publique, dont tous les évêques étaient membres). Au sein des écoles, le clergé surveille les élèves les plus prometteurs et les encourage à choisir la vie religieuse. Ainsi, tout en offrant la possibilité d'améliorer le sort de jeunes hommes et de jeunes femmes de talent, l'Église conservait sa mainmise sur les institutions responsables du bon fonctionnement de la société, mais aussi de la transmission de certaines valeurs.
Cette culture fortement axée sur les structures et les coutumes traditionnelles reposait aussi sur une croyance répandue chez les Canadiens français. Cette croyance était que les Canadiens français étaient un peuple ayant une mission spirituelle. Selon cette croyance, Dieu avait choisi les Canadiens français afin qu'ils répandent la foi catholique dans le monde et qu'ils fassent du Québec le berceau de cette religion en Amérique du Nord. L'identité canadienne-française était donc liée à cette religion, tout autant qu'à la langue française héritée des ancêtres de la Nouvelle-France.

### Rupture avec la tradition
Ces différentes conceptions au cœur de la culture et de l'identité canadienne-française sont de plus en plus remises en question à partir de la Seconde Guerre mondiale. L'industrialisation et l'apparition d'une société de consommation de masse font ressortir plus que jamais les déséquilibres de la société québécoise, notamment la persistance de la situation d'infériorité économique des Canadiens français. Malgré la création de nouvelles écoles techniques, l'ouverture de l'Université de Sherbrooke en 1954 et l'inauguration de nouvelles facultés à l'Université Laval et à l'Université de Montréal, la majorité des postes de décision au Québec demeuraient entre les mains de gens formés dans des écoles et des universités de langue anglaise. Également, malgré les appels des élites traditionnelles à la collaboration avec le Canada anglais, au respect de l'autorité et au maintien des traditions, ceux-ci n'avaient pas réussi à freiner l'américanisation de la culture canadienne-française, ni à empêcher le recul de la langue française partout au Canada, ni à moderniser les institutions québécoises pour faire face aux nouvelles réalités de la seconde moitié du XXe siècle.
Le néonationalisme provoque une rupture avec cette culture et ces traditions. L'un des exemples les plus frappants de cette rupture est la création du ministère de l'Éducation en 1964. La mise en place d'un ministère dans un domaine strictement réservé à l'Église catholique jusque-là marquait le début d'une nouvelle époque. Désormais, l'administration et le contenu éducatif ne seraient plus l'apanage de l'Église mais de l'État québécois, et le personnel clérical serait remplacé par du personnel laïc et professionnel. L'État remplace ainsi l'Église comme employeur et comme source d'autorité. Concrètement, l'arrivée de l'État dans le domaine de la santé a mené à l'adoption de la loi sur l'assurance-hospitalisation (1960), et d'un Code du travail (1964) accordant le droit de grève aux employés du ministère de la Santé et au ministère de l'Éducation. Elle mène aussi à la création de la Régie d'assurance-maladie du Québec (RAMQ), et, plus tard, à celle d'un Régime d'assurance médicaments (RPAM).

### Contreculture
Le rejet des discours des élites traditionnelles par la population (en particulier la jeunesse) durant les années 1940 et 1950 part d'un constat d'échec à plusieurs niveaux dans la société, notamment sur le système d'éducation et le piètre état de la langue française au Québec. Ce phénomène du joual sera relevé par un enseignant d'Alma, dans un livre qui provoquera un débat de société à partir de 1960 : Les Insolences du Frère Untel. Ce rejet entraîne l'apparition d'une culture de défiance à partir du milieu des années 1950. Cette culture s'ancre dans la contestation de l'ordre établi (politique, social, religieux, etc.), et dans le rejet des institutions traditionnelles de la société, telles que la famille et le mariage.
Cette nouvelle culture s'inscrit aussi dans un désir de faire rayonner l'identité québécoise autrement que comme l'expression folklorique d'une minorité de langue française au sein du Canada. Ceci s'est reflété dans la création d'un ministère des Affaires culturelles (ancêtre du ministère de la Culture) par Georges-Émile Lapalme. Ce rayonnement et ce désir d'exprimer une nouvelle identité, axés sur le Québec et non plus sur le Canada français comme société de référence, se sont manifestés dans le foisonnement des œuvres artistiques des années 1960 et 1970, dans la chanson, dans la littérature, au théâtre, au cinéma et à la télévision.

## Sources politiques

### Limites de l'attitude défensive
Jusque dans les années 1950, le nationalisme traditionnel canadien-français domine la vie politique au Québec. Les nationalistes autonomistes, alors menés par l'Union nationale de Maurice Duplessis, avaient pour tactique de s'opposer à toutes les initiatives d'Ottawa visant à étendre les services gouvernementaux gérés par le gouvernement fédéral. Les autonomistes s'opposaient à ces initiatives, car elles empiétaient sur les compétences exclusives des provinces, contrevenant à l'esprit de la Constitution de 1867,.
Bien qu'une majorité de Québécois appuyait l'action du gouvernement Duplessis dans sa défense de l'autonomie du Québec, ce gouvernement ne proposait pas en retour des solutions structurantes comparables à celles d'Ottawa. Se rabattant sur une gestion plus proche des valeurs politiques du Québec de cette époque, ce gouvernement administrait les affaires en fonction de la relation individuelle entre chaque citoyen et le parti pouvoir, plutôt qu'en fonction des besoins du citoyen et de la capacité d'action de l'État (peu importe les allégeances politiques). Ce mode de gestion archaïque, ajoutée à cette posture essentiellement défensive en matière de nationalisme, avaient fini par attirer l'hostilité d’une part grandissante de la population. Cette hostilité se retrouvait chez les adversaires de l'Union nationale (le Parti libéral (PLQ), le Bloc populaire (BP) et le Parti social-démocrate (PSD)), dans le clergé, la jeunesse, les syndicats, les intellectuels, les artistes, puis chez les nationalistes et même les fédéralistes désireux de changer les choses au Québec.
À partir de 1959 et 1960, le gouvernement du Québec adopte une nouvelle attitude. Ainsi, plutôt que d'attendre les initiatives d'Ottawa, Québec prend désormais les devants et crée ses propres programmes et ses institutions pour voir à son développement, en fonction de ses intérêts propres. Ce nationalisme traditionnel mettant de l’avant la stabilité politique et le développement économique avant tout, quitte à laisser de côté les réformes sociales, se voyait dépassé par un nouveau « nationalisme de progrès ».

### Redéfinition de la société québécoise
S'appuyant sur la rupture avec le nationalisme canadien-français, ses aspects traditionalistes et ethniques, le néonationalisme québécois se veut, selon la formule du sociologue Yvon Savoie, « à la fois civique et culturel ».
Le néonationalisme invite ainsi les Québécois à sortir de cet horizon de « l'hiver de la survivance ». Il repousse « l'héritage sentimental » du Canada français et se réorientant vers un projet « société moderne, ardente, créatrice » incarné par l'État et le territoire du Québec. Il y avait ainsi une concordance entre une volonté populaire et une volonté des élites politiques à poursuivre ce que l'historien Maurice Séguin appelait « l'agir par soi collectif ».
De manière plus concrète, le néonationalisme s'incarne en politique dans la formation d'un nouveau mouvement indépendantiste. Bien que l'Alliance laurentienne de Raymond Barbeau proposait déjà en 1957 de créer un Québec indépendant, l'union de l'esprit de réforme et du nationalisme résolument moderne s'est surtout retrouvée dans le Rassemblement pour l’indépendance nationale (RIN). Si le RIN a permis d'attirer l'attention du grand public sur cette option politique, c'est avec la fondation du Parti québécois en 1968 que cette option trouvait un véhicule politique capable de la porter jusqu'à son terme. Cette effervescence nationaliste mènera à l'élection du Parti québécois en 1976, à l'adoption de la Charte de la langue française (1977) et à la tenue de deux référendums sur la souveraineté du Québec, en 1980 et 1995.